# 몸 값 (영화)
몸 값(Bargain)은 한국에서 제작된 이충현 감독의 2015년 액션, 스릴러 영화이다. 이주영 등이 주연으로 출연하였다.

## 출연

### 주연
- 이주영
- 박형수

## 제작진
- 프로듀서: 김동하
- 촬영부: 전우성